# Szedresi Ős-Sárvíz
Szedresi Ős-Sárvíz este o arie protejată (arie specială de conservare — SAC, sit de importanță comunitară — SCI) din Ungaria întinsă pe o suprafață de 753,01 ha, integral pe uscat.

## Localizare
Centrul sitului Szedresi Ős-Sárvíz este situat la coordonatele 46°26′50″N 18°40′00″E / 46.447222°N 18.666667°E.

## Înființare
Situl Szedresi Ős-Sárvíz a fost declarat sit de importanță comunitară în mai 2004 pentru a proteja 1 specie de plante și 5 specii de animale. Situl a fost protejat și ca arie specială de conservare în februarie 2010.

## Biodiversitate
Situată în ecoregiunea panonică, aria protejată conține 6 habitate naturale: Fânețe de joasă altitudine (Alopecurus pratensis, Sanguisorba officinalis), Păduri aluvionare cu Alnus glutinosa și Fraxinus excelsior (Alno-Padion, Alnion incanae, Salicion albae), Pajiști stepice panonice pe loess, Pajiști aluvionare inundabile, de Cnidion dubii, Liziere de ierburi înalte hidrofile de câmpie și de nivel montan până la alpin, Pajiști uscate seminaturale și facies de acoperire cu tufișuri pe substraturi calcaroase (Festuco-Brometalia) (* situri importante pentru orhidee).
La baza desemnării sitului se află mai multe specii protejate:
- plante (1): Cirsium brachycephalum
- amfibieni (2): buhai de baltă cu burta roșie (Bombina bombina), triton cu creastă dobrogean (Triturus dobrogicus)
- mamifere (1): vidră de râu (Lutra lutra)
- pești (1): țipar (Misgurnus fossilis)
- reptile (1): țestoasa de baltă (Emys orbicularis)